# Tajiques
Tajique (em persa: تاجيک; romaniz.: Tājīk; em tajique: Тоҷик) é uma designação genérica para uma larga gama de povos Persas que falam a língua persa e são de origem Iraniana cujas pátrias são os hoje Afeganistão, Tajiquistão e Uzbequistão, havendo ainda pequenas comunidades vivendo no Irã e no Paquistão, esses sendo originárias do Afeganistão e do Tajiquistão..
Em termos de língua, cultura e história (Cultura Persa e sua história), os Tajiques são fortemente relacionados com os Persas do Irã.
Como uma auto designação, o termo Tajique, que antes tinha um caráter mais ou menos pejorativo, se tornou mais aceitável nas últimas décadas, em especial pela administração da União Soviética na Ásia Central. Nomes alternativos para os Tajiques são Fārsī (Persas,Falantes de Persa) e Dīhgān (cf. em tajique:  Деҳқон, Dehqon, literalmente  "fazendeiro ou  ou aldeão assentado", num senso mais genérico de  "sedentário, oposto de nômade").
Os Tajiques da China, embora também chamados assim, falam línguas iranianas orientais, diversas das faladas pelos Tajiques Persas.

## História
O rastreamento dos ancestrais dos Tajiques leva aos falantes de línguas iranianas do leste como os de Báctria, Sogdiana e Pártia. Os tajiques adotaram a hoje dominante língua persa (uma forma distinta do atual Tajique), uma das línguas iranianas]ocidentais que tem como causa de sua raiz a dominação pelos Impérios Aquemênida e Sassânida. A língua persa, particularmente a língua tajique, apresenta muitas palavras vindas das línguas Sogdiana, Parta e de outras línguas iranianas da antiga Ásia Central.
Com a  conquista árabe da Pérsia, muitos dos persas depois de convertidos ao Islamismo entraram como forces militares da Ásia Central e se estabeleceram nas terras conquistadas. Como resultado dessas ondas de migração de muçulmanos e zoroastristas durante um período  de dois séculos, os Tajiques têm ancestrais persas somados suas origens Leste-Iraniana. A disseminação cultural na literatura Persa também ajudou no estabelecimento do novo idioma, bem como as através de outras  intermitentes dominações militares. Conforme Richard Nelson Frye, um proeminente historiador das regiões Iranianas e Centro-Asiáticas, essa migração de persas para as áreas a leste do Mar Cáspio podem ser consideradas como a origem da nação Tajique e os persas étnicos junto com os Bactrianos e Sogdianos são ancestrais dos atuais Tajiques. Em estudos e trabalhos posteriores,  Frye penetra mais na complexidade das origens histórica dos Tajiques. Em 1996, uma publicação desse autor explica que  “fatores deve ser levados em conta na explicação da evolução dos povos cujos remanescentes são os Tajiques da Ásia Central” e que "os povos da Ásia Central, sejam falantes Iranianos ou Turcomanos, têm uma única cultura, uma religião e um conjunto de valores sociais e tradições, separados somente pelas linguagens."
A divisão geográgica entre Iranianos Ocidentais e Orientais é geralmente considerada historicamente como sendo o deserto Dasht-e Kavir que fica no centro do planalto iraniano.

## Nome

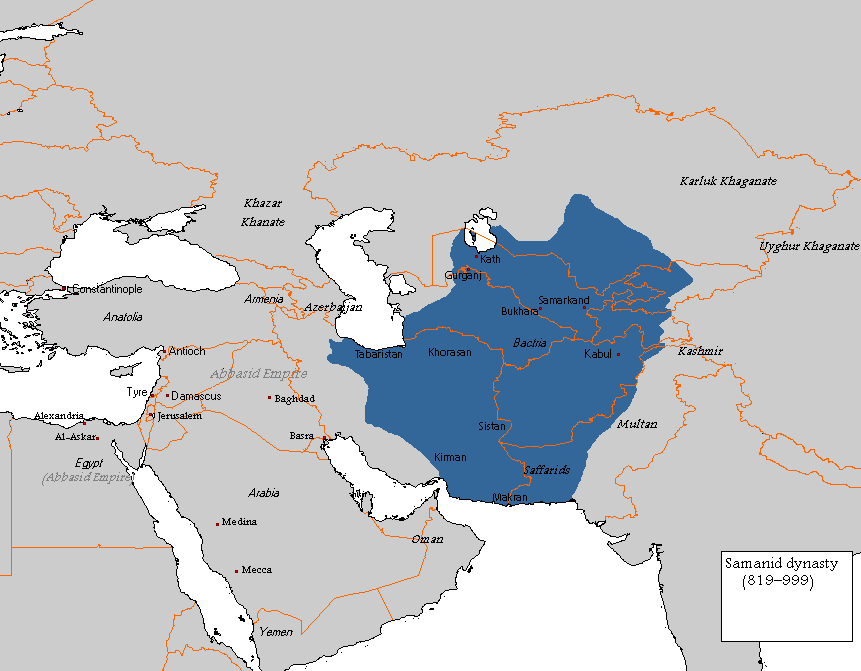
Os Samânidas são considerados como formadores do primeiro estado Tajique.

"Tājik" é uma palavra de origem Turco-Mongol e significa literalmente Não Turco (mano). "Tajique" na Ásia Central é usado para se referir a povos que não falam línguas iranianas, incluidos tanto os Tajiques que falam a língua tajique, bem como Pamires , também chamados de  Garchas ou Tajiques da montanha. A origem do termo Tajique foi alvo de grandes discussões com implicações políticas no século XX. Procurava-se saber se a origem era definível através de povos Turcomanos ou Iranianos da Ásia Central.

### História do nome
A s primeiras menções à palavra Tajique vem do historiador Uigur Mahmoud Al-Kāshgharī,  sendo Tajik uma antiga expressão turcomana que se referia a todos os povos falantes persas da Ásia Central. A partir do século XI, passou a palavra a ser usada principalmente  a todos os iranianos de leste e mais tarde especificamente aos que falavam o persa. é difícil localizar esse termo antes da conquista da região da Ásia Central pelos povos Turcomanos e pelo Império Mongol. Até pelo menos ao século XV era usado pelos Iranianos da região para se distinguirem dos Turcomanos. Os atuais persas do atual Irã que vivem em areas que falam línguas turcomanas se auto-denominam  Tajiques, algo bem marcado desde o século XV pelo poeta Mīr Alī Šer Navā'ī.
Verdadeiramente, os termos "tat" e "tatchik" não são Turcomanos (línguas em que "tat" significa "gusto, sabor") mas palavras Indo Européias tomadas pelos Turcomanos do Iraniano “Tude”(povoe) oriundo do pré-iraniano  *teuta” (povo) que originou as palavras  "deutsch" (alemão) e "dutch" (holandês) nas correspondentes línguas européias

### Tajique medieval
A palavra Tajik foi muito usda na literature na poesia Persas, sempre como sinônimo da “Persa”. O poeta persa Sa'adi, por exemplo, escreveu::
| “ | شایَد کِه بَه پادشاه بگویند 'ترک تو بریخت خون تاجیک' Šāyad ki ba pādšāh bigōyand Turk-i tu birēxt xūn-i Tāǰīk É apropriado contar ao Rei, Seu Turcomano verte o sangue do Tajique | ” |

A mais antiga referência encontrada sobre o uso de Tajik na literature Persa pode ser encontrada nos escritos de Rumi,o qual era falante de Persa, portanto um Tajique do Afeganistão de hoje:

## Localização

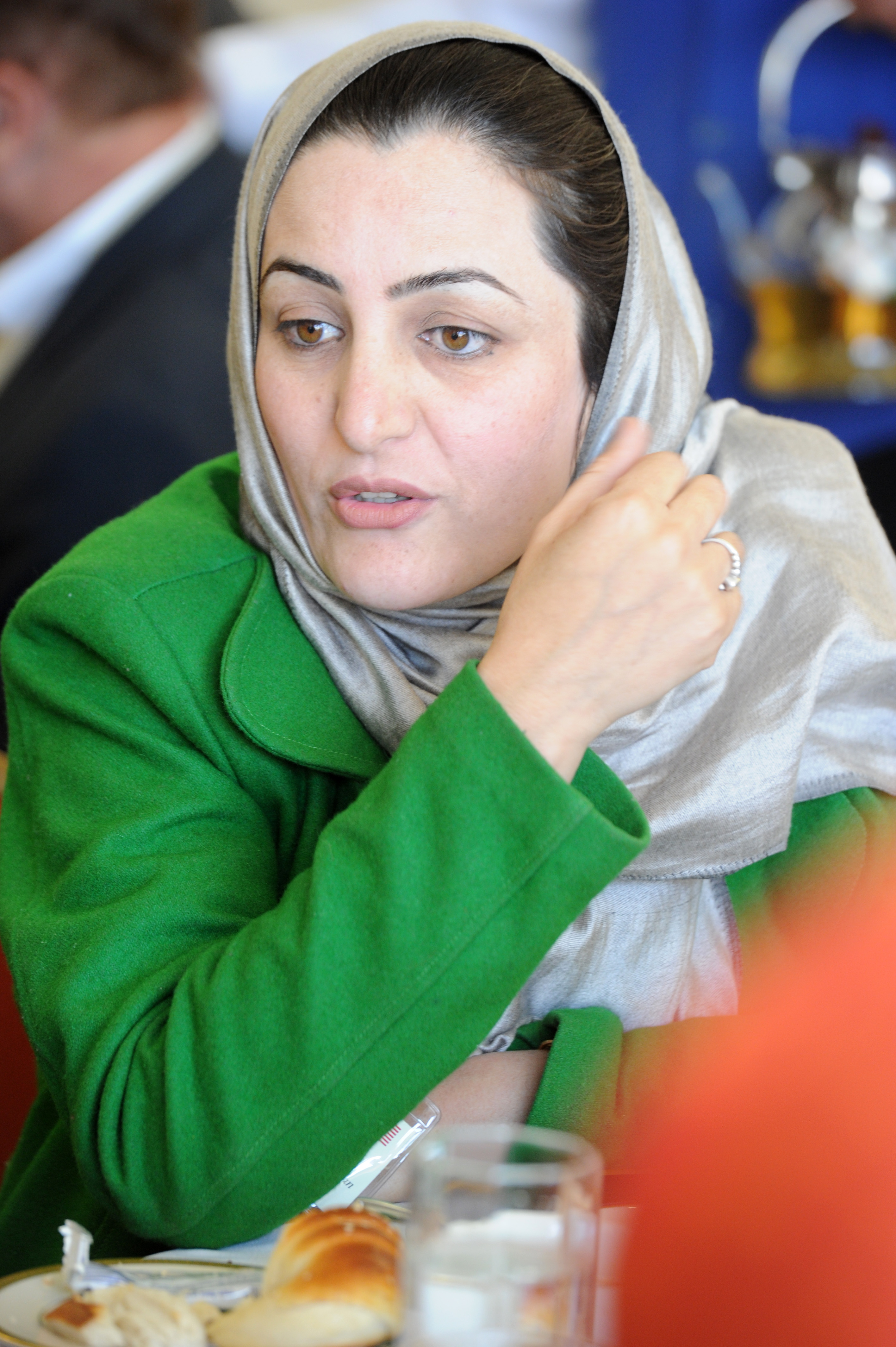
Membro da Assembleia Nacional do Afeganistão - Dr. Nilofar Ibrahimi

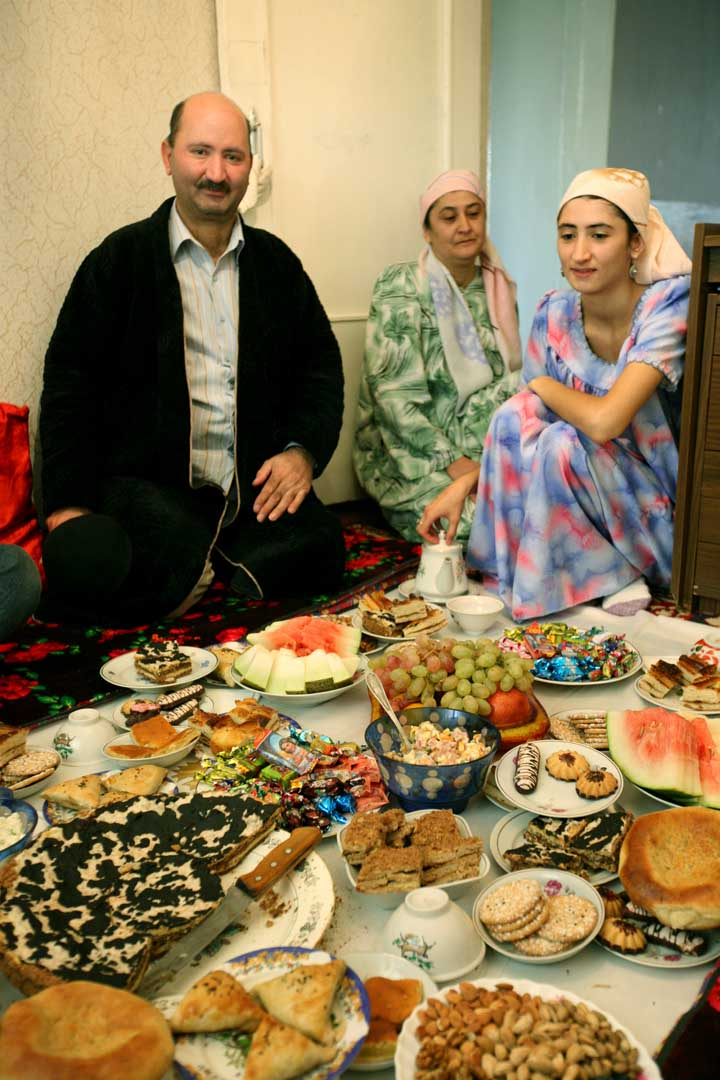
Tajiques no Tajiquistão comemorando o Eid ul-Fitr

Os Tajiques são o principal grupo étnico do Tajiquistão, bem como no norte e oeste do Afeganistão, havendo mais Tajiques neste último país que levou o nome da etnia. Têm também uma significativa presença no Uzbequistão, bem como em comunidades da diáspora em outros continentes. Historicamente, seus ancestrais viveram num território muito maior da Ásia Central do que hoje.